# مارسین مژدونک
مارسین رافال مُژدونک (به لهستانی: Marcin Rafał Możdżonek) (متولد ۹ فوریه ۱۹۸۸) بازیکن والیبال اهل لهستان که عضو و کاپیتان دوم تیم ملی والیبال لهستان است.

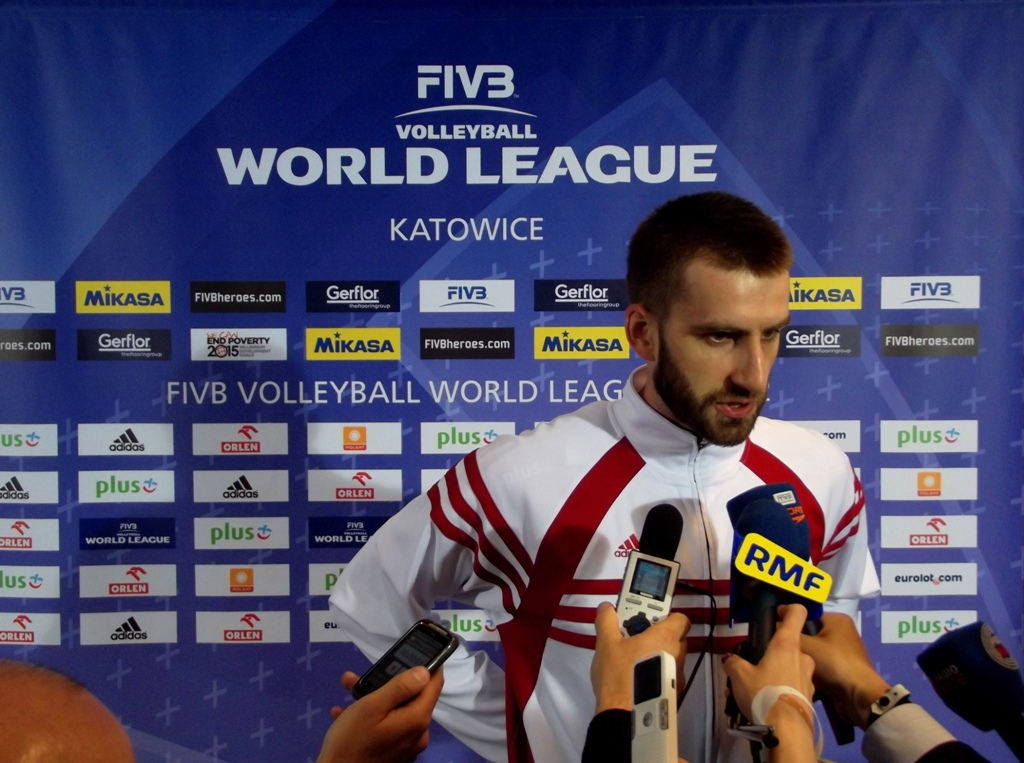
مُژدونک پس از مسابقه لهستان - آمریکا در کاتوویتس (لیگ جهانی) ۲۰۱۲

## حرفه ای

### ملی
او در سال ۲۰۰۷ اولین بازی ملی خود را در مقابل تیم ملی والیبال آرژانتین انجام داد. مارسین به همراه تیم ملی لهستان موفق به کسب مدال طلا قهرمانی والیبال اروپا ۲۰۰۹ شد و در تاریخ ۱۴ سپتامبر توسط نخست وزیر لهستان دونالد تاسک به او مدال شایستگی لهستان اعطا شد. مژدونک در سال ۲۰۱۱، مدال نقره جام جهانی را به دست آورد. مدال برنز لیگ جهانی ۲۰۱۱ اداه مدال‌های او بود. رافل به همراه ستاره‌های تیم ملی لهستان قهرمان لیگ جهانی ۲۰۱۲ شد. او در رده باشگاهی نیز به همراه باشگاه اسکرا بلچاتوف دو دوره نایب قهرمان قهرمانی باشگاه های جهان شد و در سال ۲۰۱۰ سومی و ۲۰۱۲ نایب قهرمانی لیگ قهرمانان والیبال اروپا را با اسکرا به دست آورد و سه دوره قهرمانی پلوس لیگا با اسکرا از دیگر دست آوردهای او است. مارسین به قهرمانی جهان ۲۰۱۴ را با لهستان به دست آورد.

## افتخارات

### جوایز فردی
- بهترین مدافع روی تور قهرمانی باشگاه های جهان ۲۰۰۹
- بهترین مدافع روی تور جام جهانی ۲۰۱۱
- بهترین مدافع روی تور جام حذفی لهستان ۲۰۱۲
- بهترین مدافع روی تور لیگ جهانی ۲۰۱۲
- بهترین مدافع روی تور یادبود هوبرت جرزی واگنر ۲۰۱۳